# Achranoxia planipalpis
Achranoxia planipalpis är en skalbaggsart som beskrevs av Edmund Reitter 1902. Achranoxia planipalpis ingår i släktet Achranoxia och familjen Melolonthidae. Inga underarter finns listade i Catalogue of Life.